# Jørgen Strand Larsen
Jørgen Strand Larsen (Halden, 2000. február 6. –) norvég válogatott labdarúgó, a spanyol Celta Vigo csatárja, de kölcsönben a Wolverhampton Wanderers játékosa.

## Pályafutása

### Klubcsapatokban
Larsen a norvégiai Halden városában született. Az ifjúsági pályafutását a Kvik Halden és a Sarpsborg 08 csapatában kezdte, majd kölcsönben az olasz Intermazionale akadémiájánál folytatta.
2017-ben mutatkozott be a Sarpsborg 08 első osztályban szereplő felnőtt csapatában. 2020-ban a holland Groningenhez igazolt. 2022. szeptember 1-jén hatéves szerződést kötött a spanyol első osztályban érdekelt Celta Vigo együttesével. Először a 2022. szeptember 2-ei, Cádiz ellen 3–0-ra megnyert mérkőzés félidejében, Carles Pérez cseréjeként lépett pályára. Első gólját 2023. január 13-án, a Villarreal ellen hazai pályán 1–1-es döntetlennel zárult találkozón szerezte meg.

### A válogatottban
Larsen az U16-ostól és az U21-esig szinte minden korosztályos válogatottakban is képviselte Norvégiát.
2020-ban debütált a felnőtt válogatottban. Először a 2020. november 18-ai, Ausztria ellen 1–1-es döntetlennel zárult mérkőzésen lépett pályára.

## Statisztikák
2023. május 28. szerint
| Klub         | Szezon   | Osztály     | Bajnokság | Bajnokság | Kupa  | Kupa | Nemzetközi | Nemzetközi | Összesen | Összesen |
| Klub         | Szezon   | Osztály     | Meccs     | Gól       | Meccs | Gól  | Meccs      | Gól        | Meccs    | Gól      |
| ------------ | -------- | ----------- | --------- | --------- | ----- | ---- | ---------- | ---------- | -------- | -------- |
| Sarpsborg 08 | 2017     | Eliteserien | 3         | 0         | 1     | 3    | —          | —          | 4        | 3        |
| Sarpsborg 08 | 2018     | Eliteserien | 6         | 0         | 0     | 0    | 6          | 0          | 12       | 0        |
| Sarpsborg 08 | 2019     | Eliteserien | 23        | 4         | 3     | 1    | —          | —          | 26       | 5        |
| Sarpsborg 08 | 2020     | Eliteserien | 16        | 2         | 0     | 0    | —          | —          | 16       | 2        |
| Sarpsborg 08 | Összesen | Összesen    | 48        | 6         | 4     | 4    | 6          | 0          | 58       | 10       |
| Groningen    | 2020–21  | Eredivisie  | 31        | 9         | 1     | 0    | —          | —          | 32       | 9        |
| Groningen    | 2021–22  | Eredivisie  | 32        | 14        | 3     | 3    | —          | —          | 35       | 17       |
| Groningen    | 2022–23  | Eredivisie  | 4         | 1         | 0     | 0    | —          | —          | 4        | 1        |
| Groningen    | Összesen | Összesen    | 67        | 24        | 4     | 3    | 0          | 0          | 71       | 27       |
| Celta Vigo   | 2022–23  | La Liga     | 32        | 4         | 3     | 1    | —          | —          | 35       | 5        |
| Összesen     | Összesen | Összesen    | 147       | 34        | 11    | 8    | 6          | 0          | 164      | 42       |

### A válogatottban
| Válogatott | Év       | Pályára lépés | Gól |
| ---------- | -------- | ------------- | --- |
| Norvégia   | 2020     | 1             | 0   |
| Norvégia   | 2022     | 3             | 0   |
| Norvégia   | 2023     | 2             | 0   |
| Összesen   | Összesen | 6             | 0   |